# Сан-Джорді
Сан-Джорді, Сан-Хорхе (валенс. Sant Jordi, ісп. San Jorge, офіційна назва Sant Jordi/San Jorge) — муніципалітет в Іспанії, у складі автономної спільноти Валенсія, у провінції Кастельйон. Населення — 1078 осіб (2010).

## Географія
Муніципалітет розташований на відстані близько 340 км на схід від Мадрида, 65 км на північний схід від міста Кастельйон-де-ла-Плана.

## Демографія
Динаміка населення (INE ):